# 1525 Savonlinna
1525 Savonlinna eller 1939 SC är en asteroid upptäckt den 18 september 1939 av den finske astronomen Yrjö Väisälä vid Storheikkilä observatorium. Asteroiden har fått sitt namn efter det finska namnet på Nyslott i Finland.